# 다즈비
다즈비는 대한민국의 유튜브를 기반으로 둔 뮤직 크리에이터이다. 2011년, 일본의 니코니코 동화에서 보컬로이드 악곡을 커버하며 우타이테로 가수로서의 활동을 시작했다. 2017년을 기점으로 던전앤파이터 게임 OST 참여로 상업활동을 시작하였으며, 2018년에는 일본에서 데뷔앨범을 발매했다. 2019년에는 그림노츠의 1화 엔딩곡을 담당하며 애니메이션 OST로도 활동반경을 넓혔다.
2020년에 학사모를 썼는데, 미대생이였음이 공개됐다.

## OST 활동

### 2017년
- 던전앤파이터
  - 【Embracing Me】[5]
  - 【Journey】[6]
- 포이즌 애플 - 【Poison Apple】[7]
- Deemo (M2U x Nicode Collection vol.2) - 【새벽녘의 노래(일본어: 夜明けの歌)】[8][9]

### 2018년
- 테일즈위버 - 【Adenium】[10]
- 붕괴3rd - 【Befall】[11]

- 그림 에코즈 - 【시작의 전, 끝맺음의 이후 (일본어: はじまりのまえ、おしまいのあと)】[12]

### 2019년
- 그림노츠 The Animation - 【영웅의 시편(일본어: 英雄の詩篇)】[13]
- 일령계획 - 【Breath】[1][14]
- 엘크로니클
  - 【별이 내리는 곳(일본어: 星降る場所で, 영어: Where The Stars Fall)】[15]
  - 【다시 만난 궤적(일본어: ふたたび巡り会う軌跡, 영어: In The Orbit We Meet Again)】[16]
  - 【저 달이 지면(일본어: あの月が消えたら, 영어: When The Moon Descends)】[17]

## 음반

### 2017년
- OST - M2U의 【새벽녘의 노래(일본어: 夜明けの歌)】[8]

### 2018년
- 앨범(데뷔) - 【sincere】[2][18]
- 객원보컬 - HAKASE K의 【In My Dream】[19]
- 객원보컬 - koyori의 【Resonance】[20]
  - 03. 【망상진화론(일본어: 妄想進化論)】
  - 06. 【연공예보(일본어: 恋空予報)】
  - 11. 【밤을 기다리는 루인(일본어: 夜待ちルイン)】
  - 13. 【World on Color】
- 객원보컬 - 【Happy Halloween】[21]

### 2019년
- OST - Elchronicle Original Soundtrack Season 2의 【Where The Stars Fall (Up All Night)】[22]

### 2020년
- OST - Elchronicle Season 3 (Original Soundtrack)[23]
  - When The Moon Descends
  - In The Orbit We Meet Again

## 공연

### 2017년
- 【JUKEVOX:05】 - 도쿄 신주쿠[24]
- 2017 던파 라이브 콘서트[25][26]

### 2018년
- 테일즈위버 유저 쇼케이스 【Blooming: 장밋빛 초대】[27]
- 【JUKEVOX:08】 - 도쿄 신주쿠[28]

### 2019년
- 샌드박스 뮤직 콘서트 2019 【STARLIGHT】 - 서울[29]
- 샌드박스 뮤직 콘서트 2019 【STARLIGHT】 - 부산[30]